# Barnaúl
Barnaúl ([bərnɐˈul] en ruso: Барнау́л) es una ciudad y centro administrativo del krai de Altái, en Rusia. Situada al sur de la Siberia Occidental, en la desembocadura del río Barnaúlka en el río Obi. Es la decimonovena ciudad en Rusia más grande por el número de habitantes. Barnaúl es un importante centro industrial, cultural y educativo de Siberia. Dispone de nueve centros de educación superior y cinco teatros, además de museos y arquitectura de los siglos XVIII y XX.

## Historia

### Imperio ruso

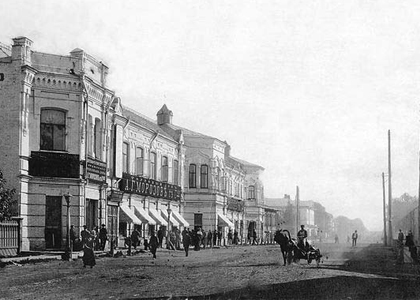
Calle Polzunov de Barnaúl en el

Barnaúl fue una de las primeras ciudades establecidas en Siberia. Originalmente seleccionada por su proximidad a las montañas Altái, ricas en minerales y su ubicación en un río principal, el sitio fue fundado por la familia rica de Demídov en la década de 1730. Además del cobre que había atraído originalmente los Demídovs, se encontraron pronto también depósitos considerables de plata. En 1747, las fábricas de los Demídov pasaron a manos de la Corona, y pronto se convirtió en el centro principal de plata de Rusia.
En los siglos XVIII y a principios del XIX, el 90 % de la plata de Rusia se produjo en la región de Altái. Barnaúl fue el escenario de las más grandes fábricas de fundición de plata del país y la producción se expandió, así como lo hizo la población. En 1771, el una vez pequeña asentamiento adoptó la condición de población minera, uno de los más grandes en Siberia.
En 1900, Barnaúl se había convertido en un importante centro de comercio y cultura de la región, sobre todo después de la construcción del ferrocarril Turquestán-Siberia.
En 1914, Barnaúl fue el escenario de un motín, el más grande de Rusia durante la Primera Guerra Mundial, lo que resultó en más de un centenar de heridos.

### Segunda Guerra Mundial
Aunque la ciudad estaba a miles de kilómetros de distancia de la lucha real, cientos de miles de ciudadanos del krai de Altái lucharon y murieron en el frente, en el transcurso de la Segunda Guerra Mundial, hecho conmemorado por un gran monumento en el centro de Barnaúl.
En el mismo período aumentó drásticamente la importancia económica de Barnaúl, al reubicarse las grandes instalaciones industriales soviéticas del oeste del país en la lejana y segura Siberia. Aún en la actualidad Barnaúl sigue albergando una de las mayores fábricas de municiones en Rusia.

## Economía

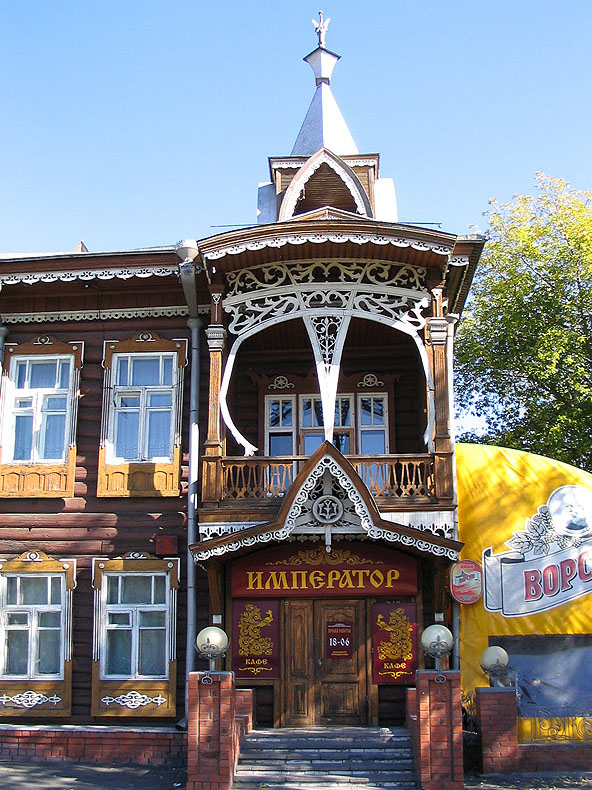
Restauración del histórico Emperador

Barnaúl es un importante centro industrial de Siberia Occidental. Hay más de 100 empresas industriales de la ciudad, que emplean a unas 120.000 personas. Las principales industrias de la ciudad trabajan con diésel y procesamiento de carbón, así como la producción de maquinaria pesada, llantas, muebles y calzado. Es también el hogar de una industria del diamante facetado de reciente creación, que las esperanzas de la ciudad se expande y convertirse en una fuente importante de ingresos en el futuro. Barnaúl es actualmente uno de los únicos lugares en Rusia que cuenta con una industria especializada en el diamante facetado.
La calle comercial principal de la ciudad es Léninski Prospect, que se extiende al suroeste del río Obi por el centro de la ciudad. En los últimos años, un número de nuevos centros comerciales de gama alta han aparecido para satisfacer la demanda de productos deseados de la nueva clase de la ciudad. Otra industria que está cambiando rápidamente el aspecto de la zona centro de la ciudad de Barnaúl es la industria hostelera: mientras que las opciones habían sido muy limitadas hasta hace poco tiempo, un número creciente de restaurantes que atienden a personas con niveles de ingresos diferentes son cada vez más frecuentes, coincidiendo con el repunte de la economía de la región.

## Geografía
La ciudad se encuentra a orillas del río Ob, en la llanura de Siberia Occidental. Es la ciudad más cercana a las montañas de Altái en el sur. Barnaúl también se encuentra relativamente cerca de la frontera con Kazajistán, Mongolia y China.
Administrativamente, junto con una veintena de localidades rurales, se incorpora como ciudad de importancia en el krai de Barnaúl, una unidad administrativa con la condición igual a la de los distritos.

### Clima

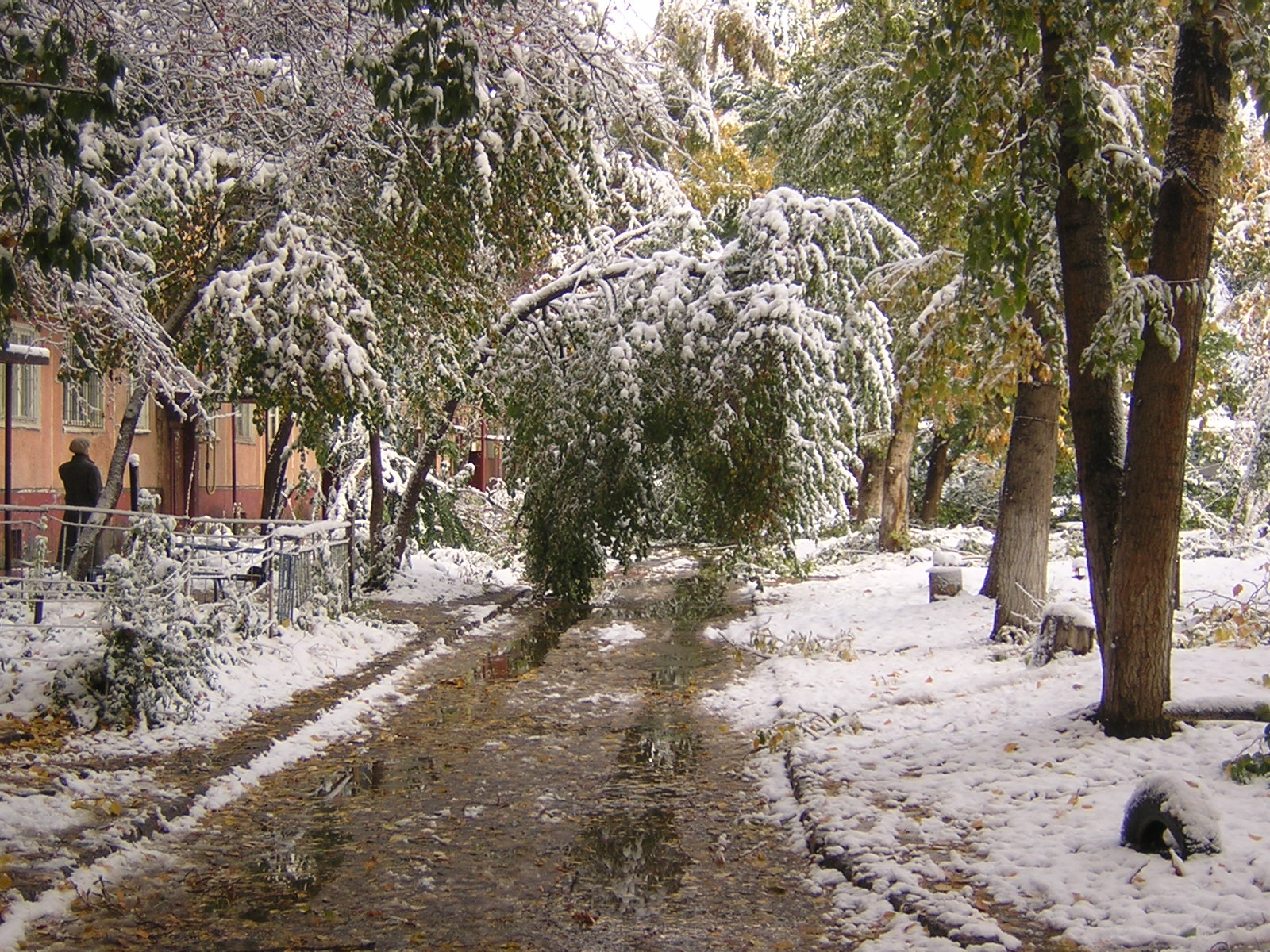
Nevada prematura en Barnaúl.

Barnaúl tiene un clima continental (según la clasificación climática de Köppen, Dfb) definido por su posición geográfica en el extremo sur de la estepa siberiana. Está sujeto a inviernos largos y fríos, con un promedio de -16,2 °C en enero, pero también disfruta de una corta temporada de verano con una temperatura máxima promedio de 19,9 °C en julio. Las temperaturas pueden variar en el extremo, desde -48 °C en invierno a 38 °C en el verano.
El clima es relativamente seco. La precipitación media en la zona es de 443 milímetros por año, el 75% de las cuales se produce durante la temporada más cálida de la región.
| Parámetros climáticos promedio de Barnaúl (normales 1991–2020, extremos 1838–presente) | Parámetros climáticos promedio de Barnaúl (normales 1991–2020, extremos 1838–presente) | Parámetros climáticos promedio de Barnaúl (normales 1991–2020, extremos 1838–presente) | Parámetros climáticos promedio de Barnaúl (normales 1991–2020, extremos 1838–presente) | Parámetros climáticos promedio de Barnaúl (normales 1991–2020, extremos 1838–presente) | Parámetros climáticos promedio de Barnaúl (normales 1991–2020, extremos 1838–presente) | Parámetros climáticos promedio de Barnaúl (normales 1991–2020, extremos 1838–presente) | Parámetros climáticos promedio de Barnaúl (normales 1991–2020, extremos 1838–presente) | Parámetros climáticos promedio de Barnaúl (normales 1991–2020, extremos 1838–presente) | Parámetros climáticos promedio de Barnaúl (normales 1991–2020, extremos 1838–presente) | Parámetros climáticos promedio de Barnaúl (normales 1991–2020, extremos 1838–presente) | Parámetros climáticos promedio de Barnaúl (normales 1991–2020, extremos 1838–presente) | Parámetros climáticos promedio de Barnaúl (normales 1991–2020, extremos 1838–presente) | Parámetros climáticos promedio de Barnaúl (normales 1991–2020, extremos 1838–presente) |
| Mes                                                                                    | Ene.                                                                                   | Feb.                                                                                   | Mar.                                                                                   | Abr.                                                                                   | May.                                                                                   | Jun.                                                                                   | Jul.                                                                                   | Ago.                                                                                   | Sep.                                                                                   | Oct.                                                                                   | Nov.                                                                                   | Dic.                                                                                   | Anual                                                                                  |
| -------------------------------------------------------------------------------------- | -------------------------------------------------------------------------------------- | -------------------------------------------------------------------------------------- | -------------------------------------------------------------------------------------- | -------------------------------------------------------------------------------------- | -------------------------------------------------------------------------------------- | -------------------------------------------------------------------------------------- | -------------------------------------------------------------------------------------- | -------------------------------------------------------------------------------------- | -------------------------------------------------------------------------------------- | -------------------------------------------------------------------------------------- | -------------------------------------------------------------------------------------- | -------------------------------------------------------------------------------------- | -------------------------------------------------------------------------------------- |
| Temp. máx. abs. (°C)                                                                   | 5.3                                                                                    | 7.4                                                                                    | 16.4                                                                                   | 32.3                                                                                   | 37.4                                                                                   | 38.5                                                                                   | 37.9                                                                                   | 38.3                                                                                   | 34.4                                                                                   | 27.4                                                                                   | 16.6                                                                                   | 7.2                                                                                    | 38.5                                                                                   |
| Temp. máx. media (°C)                                                                  | -11.4                                                                                  | -7.8                                                                                   | 0.2                                                                                    | 11.5                                                                                   | 20.2                                                                                   | 24.8                                                                                   | 26.3                                                                                   | 24.5                                                                                   | 17.6                                                                                   | 9.6                                                                                    | -2.2                                                                                   | -8.8                                                                                   | 8.7                                                                                    |
| Temp. media (°C)                                                                       | -16.2                                                                                  | -13.6                                                                                  | -5.7                                                                                   | 5.0                                                                                    | 12.9                                                                                   | 18.2                                                                                   | 19.9                                                                                   | 17.6                                                                                   | 11.0                                                                                   | 4.0                                                                                    | -6.2                                                                                   | -13.1                                                                                  | 2.8                                                                                    |
| Temp. mín. media (°C)                                                                  | -20.7                                                                                  | -18.7                                                                                  | -10.9                                                                                  | -0.3                                                                                   | 6.4                                                                                    | 12.0                                                                                   | 14.2                                                                                   | 11.8                                                                                   | 5.6                                                                                    | -0.2                                                                                   | -9.9                                                                                   | -17.6                                                                                  | -2.4                                                                                   |
| Temp. mín. abs. (°C)                                                                   | -48.2                                                                                  | -46.1                                                                                  | -38.9                                                                                  | -27.6                                                                                  | -8.8                                                                                   | -1.2                                                                                   | 2.9                                                                                    | 0.0                                                                                    | -7.8                                                                                   | -27.0                                                                                  | -42.8                                                                                  | -43.9                                                                                  | -48.2                                                                                  |
| Precipitación total (mm)                                                               | 23                                                                                     | 18                                                                                     | 19                                                                                     | 28                                                                                     | 41                                                                                     | 54                                                                                     | 72                                                                                     | 45                                                                                     | 36                                                                                     | 35                                                                                     | 40                                                                                     | 32                                                                                     | 443                                                                                    |
| Días de lluvias (≥ 1 mm)                                                               | 0.4                                                                                    | 1                                                                                      | 3                                                                                      | 12                                                                                     | 17                                                                                     | 16                                                                                     | 17                                                                                     | 15                                                                                     | 16                                                                                     | 14                                                                                     | 6                                                                                      | 1                                                                                      | 118                                                                                    |
| Días de nevadas (≥ 1 mm)                                                               | 22                                                                                     | 20                                                                                     | 16                                                                                     | 9                                                                                      | 2                                                                                      | 0.1                                                                                    | 0                                                                                      | 0                                                                                      | 1                                                                                      | 10                                                                                     | 18                                                                                     | 24                                                                                     | 122                                                                                    |
| Horas de sol                                                                           | 77                                                                                     | 112                                                                                    | 178                                                                                    | 218                                                                                    | 272                                                                                    | 315                                                                                    | 320                                                                                    | 265                                                                                    | 199                                                                                    | 109                                                                                    | 75                                                                                     | 64                                                                                     | 2204                                                                                   |
| Humedad relativa (%)                                                                   | 78                                                                                     | 76                                                                                     | 74                                                                                     | 63                                                                                     | 55                                                                                     | 64                                                                                     | 70                                                                                     | 70                                                                                     | 69                                                                                     | 73                                                                                     | 79                                                                                     | 79                                                                                     | 71                                                                                     |
| Fuente n.º 1: Pogoda.ru.net                                                            |                                                                                        |                                                                                        |                                                                                        |                                                                                        |                                                                                        |                                                                                        |                                                                                        |                                                                                        |                                                                                        |                                                                                        |                                                                                        |                                                                                        |                                                                                        |
| Fuente n.º 2: NOAA (horas de sol 1961–1990)                                            |                                                                                        |                                                                                        |                                                                                        |                                                                                        |                                                                                        |                                                                                        |                                                                                        |                                                                                        |                                                                                        |                                                                                        |                                                                                        |                                                                                        |                                                                                        |

## Demografía
| Gráfica de evolución de Barnaúl entre 1835 y 2020 |
|                                                   |

## Transporte

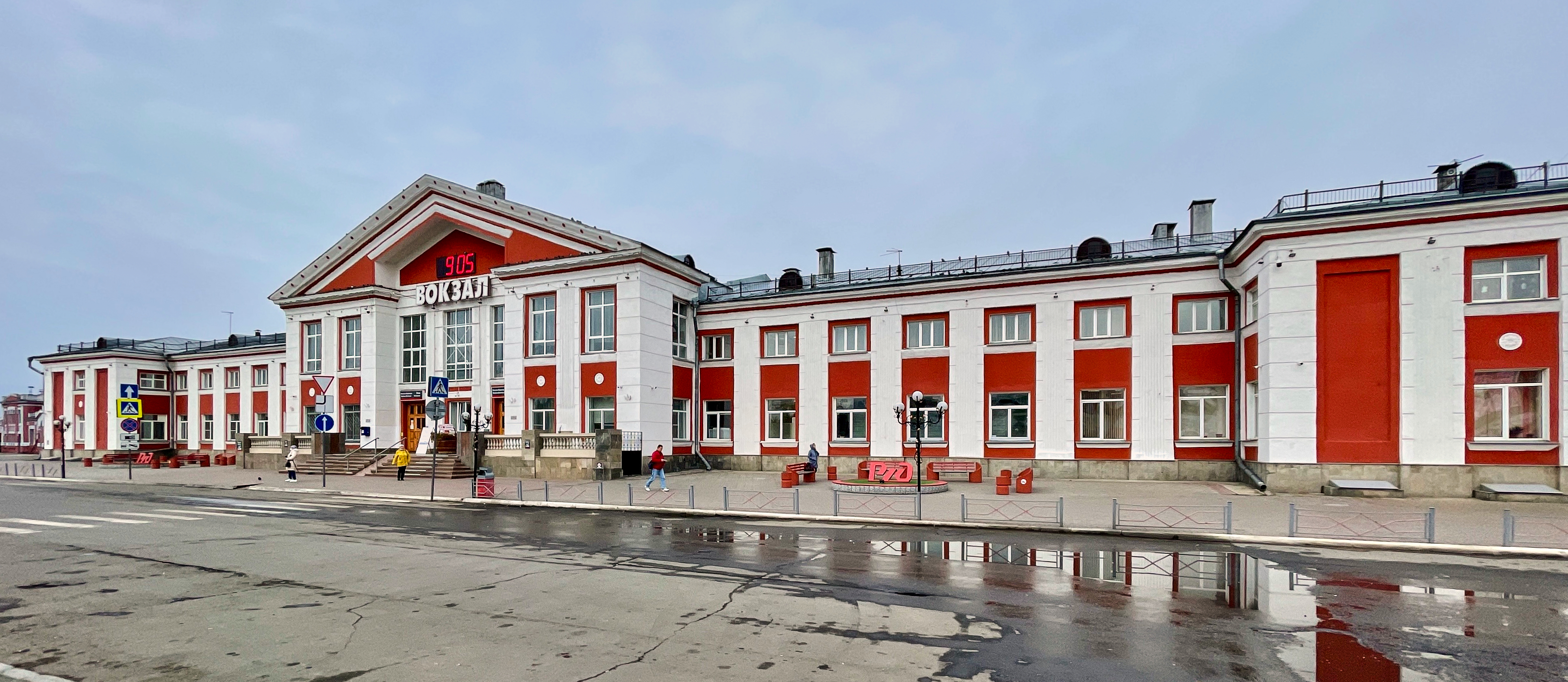
Estación de tren de Barnaúl.

Barnaúl tiene conexiones aéreas, ferroviarias, por carretera y marítimas a otras partes de Rusia. La ciudad se encuentra a aproximadamente 220 kilómetros al sur de Novosibirsk, la ciudad más grande de Siberia y la tercera más grande de Rusia. La ciudad se sitúa en la salida de las líneas ferroviarias Novosibirsk-Almaty y Biysk. También hay autobuses frecuentes a las ciudades cercanas Biysk y Gorno-Altaysk. Se tarda unas cuatro horas para llegar a las montañas Altái en el sur en coche por la autopista Chuysky.
El aeropuerto de Barnaúl está situado a unos quince minutos del centro de la ciudad y ofrece vuelos diarios hacia y desde Moscú y San Petersburgo, entre otros más vuelos locales. El trayecto entre Barnaúl y Moscú es de aproximadamente cuatro horas en avión y un poco más hacia San Petersburgo. Asimismo, toma aproximadamente cuatro horas en avión para llegar a Vladivostok, en la costa del Pacífico de Rusia.
La ciudad cuenta con un eficiente sistema de transporte público que conecta cada distrito, ya sea en autobús, tranvía o taxi. Aunque las carreteras principales Barnaúl han sido objeto de reciente renovación, la mayoría de las demás carreteras están en mal estado, o incluso grave.

## Galería

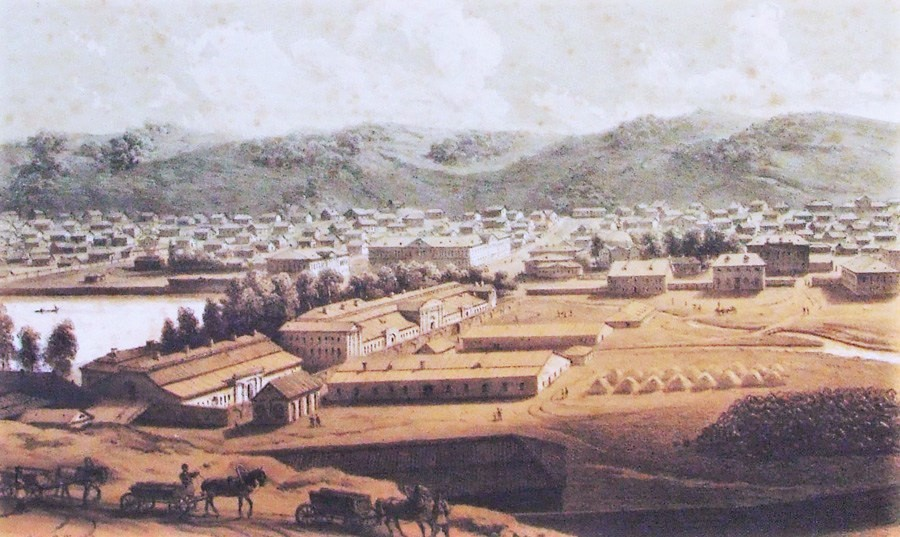
Barnaúl desde el Barnaúlka en 1850
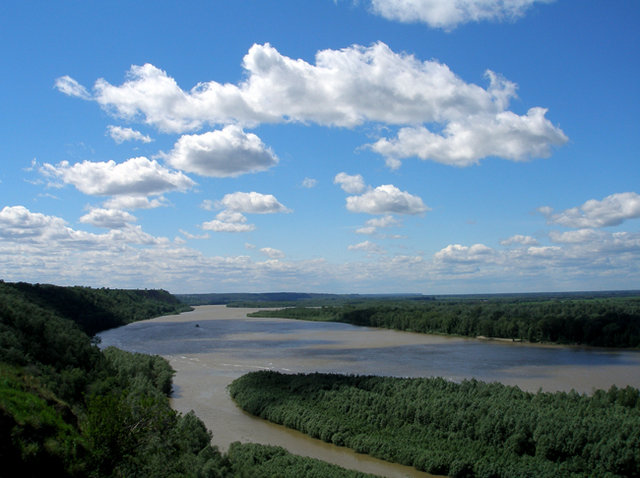
Valle del Ob
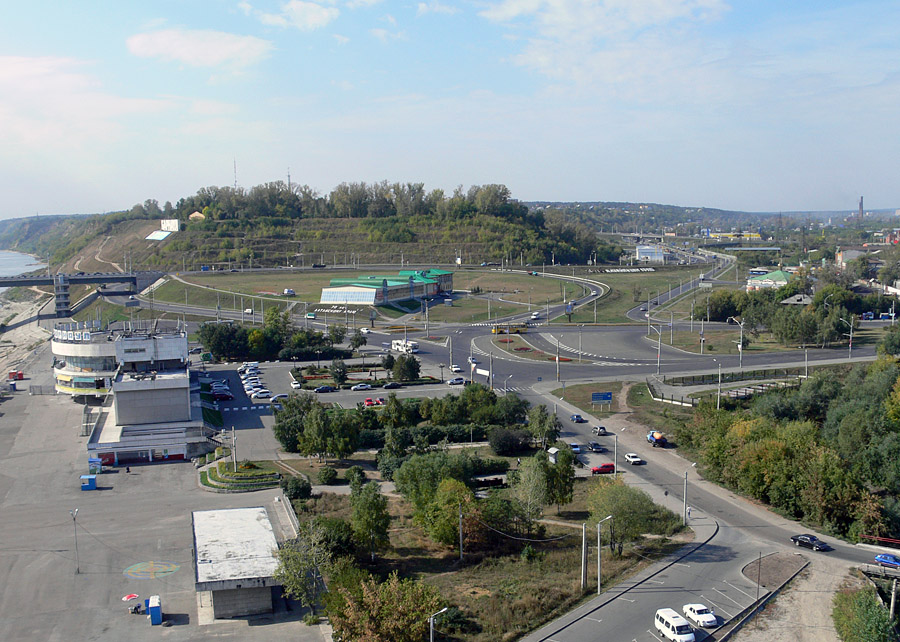
Nagorny Park

## Ciudades hermanadas
Barnaúl mantiene un hermanamiento de ciudades con:
- Zaragoza, España
- Öskemen, Kazajistán
- Changji, China
- Flagstaff, Estados Unidos